# Јустис (Небраска)
Јустис (енгл. Eustis) град је у америчкој савезној држави Небраска.

## Демографија
По попису из 2010. године број становника је 401, што је 63 (-13,6%) становника мање него 2000. године.
| Група             | 2000.       | 2010.       |
| Белци             | 458 (98,7%) | 392 (97,8%) |
| Афроамериканци    | 0 (0,0%)    | 0 (0,0%)    |
| Азијати           | 1 (0,2%)    | 2 (0,5%)    |
| Хиспаноамериканци | 5 (1,1%)    | 5 (1,2%)    |
| Укупно            | 464         | 401         |